# 倭町 (栃木市)
倭町（やまとちょう）は、栃木県栃木市の町名。丁番を持たない単独町名である。 全域で住居表示を実施している。郵便番号は328-0037。
　

## 地理
栃木地域栃木地区の中央部、中心市街地の南部に位置し、西部を南北に巴波川が流れる。北で万町、東で旭町、南で室町・境町、西で入舟町・湊町と隣接する。
町の中央を南北に通過する蔵の街大通り（栃木県道11号栃木藤岡線・旧例幣使街道）、倭町交差点を起点とする皆川街道（栃木県道75号栃木佐野線）に沿った商店街として発展。銀座通り商店会、ミツワ通り共栄会、蔵の街一丁目商店会、蔵の街二丁目商店会、蔵の街三丁目商店会がある。大通りにおいて歩道橋・アーケードの撤去、電柱の地下化に加え、蔵造りの商店を看板で覆う「面かぶり」の除去、蔵の修復など景観整備が実施されている。また、小路や路地裏において「蔵の街遊歩道」が整備され、沿道には江戸期の商家を利用した塚田歴史伝説館や郷土資料参考館など観光施設が点在する。

### 河川
- 巴波川

## 歴史
もとは栃木町の中町・西横町を倭町と改称し成立した栃木町大字栃木字倭町の一部であり、市制施行時の大字の廃止に伴い栃木市倭町となった。

### 沿革
- 1937年（昭和12年）4月1日 - 市制施行と同時に栃木町大字栃木字倭町の一部が栃木市倭町となる。
- 1963年（昭和38年）8月1日 - 住居表示の実施により、万町、室町の一部をそれぞれ編入し、当町の一部が万町、室町となる。

### 世帯数と人口
2017年（平成29年）8月31日現在の世帯数と人口は以下の通りである。
| 町丁 | 世帯数  | 人口  |
| ---- | ------- | ----- |
| 倭町 | 139世帯 | 270人 |

### 人口の変遷
総数 [戸数または世帯数：  、人口：  ]
| 1950年（昭和25年） | 415世帯 1,917人 |
| 1983年（昭和58年） | 247世帯 804人   |
| 2010年（平成22年） | 154世帯 366人   |
| 2017年（平成29年） | 139世帯 270人   |

## 学区
市立小・中学校に通う場合、学区は以下の通りとなる。
| 番地      | 小学校                 | 中学校               |
| --------- | ---------------------- | -------------------- |
| 1～13番地 | 栃木市立栃木中央小学校 | 栃木市立栃木南中学校 |
| 14番地    | 栃木市立栃木中央小学校 | 栃木市立栃木東中学校 |

## 交通

### バス
関東自動車
- 國學院線 : 倭町一丁目 - 幸来橋

ふれあいバス
- 寺尾線 : 倭町一丁目
- 部屋線 : 幸来橋
- 市街地循環線 : 東武ギフト前 - 幸来橋
- 市街地北部循環線 : 東武ギフト前

### 道路・橋梁
道路
- 栃木県道11号栃木藤岡線（蔵の街大通り）
- 栃木県道31号栃木小山線（小山街道）
- 栃木県道75号栃木佐野線（皆川街道）

橋梁
- 倭橋
- 幸来橋
- 巴波橋

### 遊覧船
- 蔵の街遊覧船（幸来橋 - 瀬戸河原公園間往復）[8]

## 施設
教育
- 小山工業高等専門学校栃木サテライトキャンパス（とちぎ歴史文化まちづくりセンター）

観光
- 塚田歴史伝説館
- 栃木市栃木郷土参考館

金融
- 足利銀行栃木支店
- 群馬銀行栃木支店